# René Llense
René Llense (Calonne-Ricouart, 1913. július 14. – Sète, 2014. március 12.) francia válogatott labdarúgókapus.